# 孔庆德

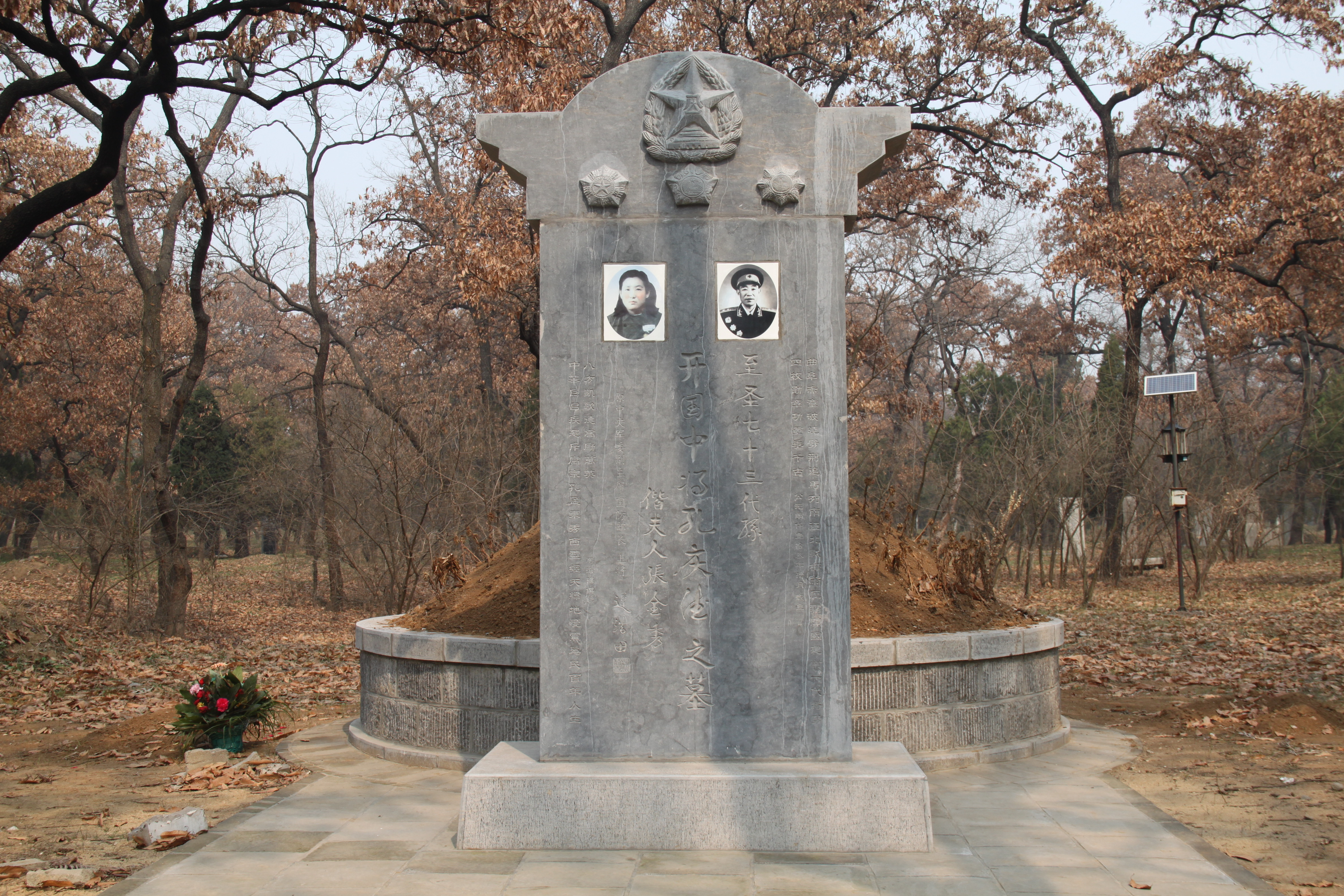
孔庆德墓

孔庆德（1912年3月4日—2010年9月29日），中国人民解放军中将，1955年获一级八一勋章、一级独立自由勋章、一级解放勋章，1988年获一级红星功勋荣誉章。
2010年9月29日孔庆德，因病于武汉逝世，享年98岁。